# Анте Витаїч
Анте Витаїч (хорв. Ante Vitaić, нар. 7 червня 1982, Спліт) — хорватський футболіст, півзахисник клубу «Спліта».

## Ігрова кар'єра
Вихованець клубу «Хайдук» (Спліт), в основу якого пробитися не зумів, через що на умовах оренди перейшов до нижчолігового клубу «Мосор», де провів чотири роки. На початку 2005 року, після вдалої гри (7 голів в 16 матчах Другої ліги) повернувся до «Хайдуку» (Спліт), проте пробитися в основу знову не зміг, зігравши лише в кубковій зустрічі.
Не бажаючи повертатись в оренду, Витаїч розірвав угоду з клубом і на правах вільного агента влітку 2005 року підписав контракт з «Осієком». Відіграв за команду з Осієка наступні три сезони своєї ігрової кар'єри.
Протягом сезону 2008 року захищав кольори норвезького «Гамаркамератене».
На початку 2009 року повернувся на батьківщину, підписавши контракт зі «Сплітом», з яким за два сезони зміг піднятись із третього до елітного хорватського дивізіону. Наразі встиг відіграти за команду 100 матчів у національному чемпіонаті.